# الرفاعي (العراق)

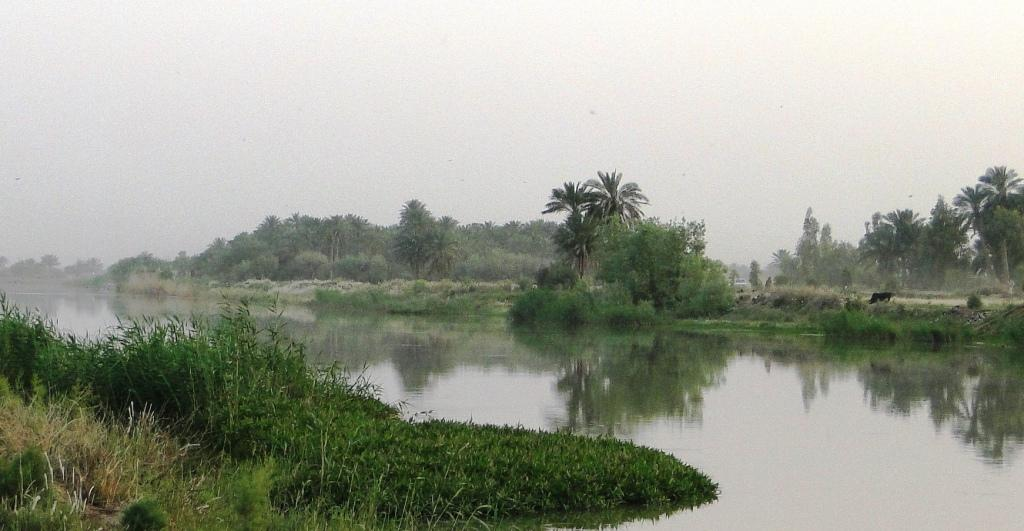
نهر الغراف في قضاء الرفاعي

مدينة الرفاعي وهي مدينة عراقية ومركز قضاء تابع إداريا إلى محافظة ذي قار تعدّ من المدن الكبيرة المهمة، وتبعد بحوالي 300 كم جنوب العاصمة العراقية بغداد، وحوالي 80 كم شمال مدينة الناصرية مركز محافظة ذي قار. يبلغ عدد سكان المنطقة 450 ألف نسمة معظمهم من العرب الشيعة الذين يعملون في الزراعة والأعمال التجارية الصغيرة والوظائف الحكومية.

## تاريخها
تأسّست مدينة الرفاعي عام 1880 م وكانت قديماً ناحية صغيرة جميلة تغفو على ضفاف نهر الغراف، تُسمّى بمدينة (الكرّادي) نسبة إلى كنية أشهر تجارها في ذلك الزمن الحاج (عباس طهماز) والذي كان يمتهن تجارة الحبوب كالحنطة والشعير وتخزينها على جانبي نهر الغراف لغرض تجميعها وتصديرها خارج العراق ويعد ولده (محي عباس طهماز) اشهر تجار الحبوب في المنطقة.وكانت تابعة للواء المنتفق التابع لولاية البصرة في العهد العثماني
وبعد تشكيل أول حكومية وطنية عراقية وتنصيب فيصل بن الشريف حسين (فيصل الأول) ملكا على العراق بسنوات قليلة وذلك في عام 1928م تم ترقية هذه المدينة ورفع صفتها الإدارية من ناحية إلى قضاء ( بموجب الإرادة الملكية المرقمة 77 في 20 مايس عام 1928 )، وعند زيارة رئيس الوزراء السابق ياسين الهاشمي إلى هذه المدينة في عام 1935 وبمقترح منه تم تغير اسمها من قضاء الكرّادي إلى الاسم الجديد (قضاء الرفاعي) تيمناً وتكريماً لاسم القطب الصوفي (السيد أحمد الرفاعي ) الموجود ضريحه المقدّس شرق هذه المدينة في منتصف الطريق العام الرابط بين مدينة الرفاعي ومدينة العمارة.
قبل حوالي خمسة آلاف عام سادت على ربوع هذه الأرض الطيبة أولى الحضارات الإنسانية في العالم في مملكتين مهمتين للحضارة السومرية هما مملكة لكش 12كم جنوب شرق مدينة الرفاعي ومملكة أوما 23كم إلى الغرب منها وكانت هذه الأرض الرحبة ساحة واسعة لنزهتهم وأفراحهم وملاعب لهوهم وحملات صيدهم بالإضافة إلى أعمال الزراعة والرعي، وكانت أيضاً مسرحاً لحروبهم الطاحنة والطويلة حول المياه والتي استمرت لسنوات طوال قبل أن يأمر الملك السومري (أونتمينا) الذي حكم لكش قرابة 30 عام بشق نهر الغراف الحالي الذي يأخذ مياهه من نهر دجله قرب مدينة الكوت.
ثم تعاقبت على هذه الأرض أمم ودول وحضارات لا زالت آثارها وأطلالها شاخصة إلى يومنا هذا في 140 موقع أثري أشرتها مديرية الآثار العامة تنتشر حول مدينة الرفاعي وضمن حدودها الإدارية وبعضها في داخلها مثل الموقع الأثري المسمّى محلياً (أيشان أبو خشيبه) والذي يقع في منتصف المدينة وتحيط به الأحياء السكنية من جوانبه الأربعة بعد أن منعت الدولة البناء في محيطه وأُلغيت القطع السكنية الموزّعة على مقترباته.
وبالنظر لأهمية الموقع الجغرافي الذي تتمتّع به مدينة الرفاعي لتوسطها خمس محافظات عراقية وبمسافات تكاد تكون متقاربة هما (العمارة والكوت والديوانية والسماوة والناصرية)، ولكونها الأكبر مساحة من جميع مدن محافظة ذي قار بما فيها مركز المحافظة (الناصرية)، وبمساحة 1345 كيلومتر مربع، بالإضافة إلى كثافتها السكانية العالية وما يحيط بها من مدن ونواحي وقرى وكثرة مخرجاتها من الإعداديات والثانويات للبنين والبنات، لذلك باشرت وزارة التعليم العالي والبحث العلمي العراقية بافتتاح جامعة فيها وقام السيد الوزير بوضع الحجر الاساس لبناءها في عام 2011م وسمّيت باسم (جامعة سومر) لاستلهام الروح العلمية للحضارة السومرية التي علّمت العالم كيف يقرأ ويكتب عندما اخترعت أول حرف للكتابة في تاريخ البشرية، وتضم هذه الجامعة الفتية الواعدة الآن ( 6 ) ستة كليات بأقسام عديدة وفتحت الدراسة المسائية في بعض من كلياتها لاستقبال الأعداد الغفيرة من الطلبة الراغبين في إكمال دراستهم الجامعية الأولية وهي ماضية لافتتاح كليات وأقسام علمية جديدة، وباشرت هذه الجامعة وللعام الثاني باستقبال طلبة الدراسات العليا في اثنين من كلياتها وهما كلية الإدارة والاقتصاد وكلية التربية الأساسية.
تعوم مدينة الرفاعي على بحيرة واسعة من النفط وهذا ما أكّدته الفرق الاستكشافيه للمسح الزلزالي بوجود كميات كبيرة من النفط الخام في جميع أراضي هذه المدينة، وتمّت المباشرة قبل سنوات قليله باستخراج النفط وتصديره من أحد الحقول الواقعة في غربها المُسمّى (حقل الغراف النفطي) من قبل شركة النفط الماليزية (بتروناس) وقامت باستخراج أكثر من 100 ألف برميل يوميا والعمل جار لتطويره ليصل إنتاجه بعد سنتين إلى أكثر 230 ألف برميل يومياً. ويتطلّع أبناء مدينة الرفاعي إلى مستقبل زاهر ومشرق لهم ولمدينتهم التي تختزن أراضيها هذه الكميات الهائلة من النفط والذي يبلغ المنتج منه حاليا ثلثي ما تصدّره محافظتهم ذي قار من النفط الخام.

## حقل الغراف النفطي
حقل الغراف النفطي يقع في منطقة الرفاعي على بعد حوالي 5 كم شمال غرب مدينة الرفاعي. تم استكشافه في عام 1984. يبلغ طول حقل النفط 17.5 كيلومترًا وعرضه 5.5 كيلومترًا، ويحتوي على ما بين 860 مليون إلى 1 مليار برميل. والنفط الناتج هو نوع من النفط الخفيف، وتتراوح جاذبيته API من 15 درجة إلى 36 درجة.
تم منح حقل الغراف النفطي إلى كونسورتيوم بقيادة بتروناس الماليزية مع شركة جابكس اليابانية كشريك ثانوي في جولة التراخيص الثانية في ديسمبر 2009. ووفقًا للصفقة، كانت رسوم المكافأة المقدمة 1.49 دولارًا وكان "هدف إنتاج الهضبة" 150 ألف برميل يوميًا.
وينص الاتفاق على أن تمتلك الحكومة العراقية ممثلة بشركة نفط الجنوب حصة 25% من حقل الغراف النفطي، بينما تملك بتروناس 45% وجابكس 30%.

## الإدارة
قضاء الرفاعي من أكبر الاقضية التابعة لمحافظة ذي قار وهو يأتي بالمساحة فيما بعد قضاء الناصرية وهنالك مشروع مطروح منذ (25)خمسة وعشرون عاما لأن يكون قضاء الرفاعي المحافظة التاسعة عشر في العراق وفي هذا العام تم شطر الكليات القائمة فيه من جامعة ذي قار وضمها إلى جامعة (سومر)التي باشرت أعمالها في القضاء بالإضافة إلى انفتاح القضاء على أُفق اقتصادي واعد وزاخر إن شاء الله وذلك بعد المباشرة باستخراج النفط من حقول الرفاعي والمكتشفة منذ أيام الحكم الملكي في العراق وفيه من البيوتات العريقة والنخب السياسية والعسكرية والعلمية والثقافية والطبية الكثير من الشخصيات ممن ساهموا ويساهمون الآن بإدارة العراق وبناء مؤسساته.

## الآثار
اكتشفت مديرية آثار وتراث محافظة ذي قار، بالتعاون مع بعثة المتحف البريطاني، مسجداً طينياً في المحافظة يعود إلى العصر الأموي، واصفة إياه بأنه «من المعالم الأثرية المهمة جداً».

## التعليم
جامعة سومر هي جامعة حكومية تقع في مدينة الرفاعي، تأسست عام 2011. وتتكون من ثلاث كليات: كلية الزراعة، كلية الإدارة والاقتصاد، وكلية التعليم الأساسي.

## صفحات ذات صلة
- السيد أحمد الرفاعي